# Ryan Porteous
Ryan Thomas Porteous (25 maart 1999) is een Schotse profvoetballer die als centrale verdediger speelt voor EFL Championship-club Watford en het Schotse nationale team. Hij heeft eerder gespeeld voor Hibernian en een periode op huurbasis bij Edinburgh City doorgebracht. Daarnaast heeft hij Schotland vertegenwoordigd op onder-19, onder-20 en onder-21 niveaus voordat hij in september 2022 zijn volledige internationale debuut maakte.

## Clubcarrière

### Hibernian
Opgegroeid in Dalkeith in Midlothian, steunde Porteous als kind Hibernian en ging hij naar Dalkeith High School. Hij speelde jeugdvoetbal voor de Edinburgh-club Edina Hibs en daarna voor Aberdeen, voordat hij terugkeerde naar Edinburgh om te tekenen voor zijn jeugdclub. Nadat hij zich had gevestigd in het jeugdsysteem van Hibernian, werd hij uitgeleend aan Edinburgh City voor het seizoen 2016–17. Hij  scoorde doelpunten die overwinningen veiligstelden tegen Annan Athletic (de eerste overwinning van Edinburgh City in de SPFL) en Arbroath.
Hij maakte zijn debuut in het eerste team van Hibernian in een groepswedstrijd van de Scottish League Cup 2017–18 tegen Montrose. Vervolgens scoorde hij twee doelpunten in zijn tweede optreden voor Hibs, een 6–1 overwinning tegen Arbroath in dezelfde competitie. Hoewel hij in dat seizoen een vaste waarde werd in de hoofdmacht (30 keer ongebruikte invaller naast zes wedstrijden in de Scottish Premiership waarin hij wel speelde), bleef Porteous ook optreden voor de Onder-20's van de club, wiens campagne eindigde met een 'dubbel' van de SPFL Development League en de Scottish Youth Cup.
In oktober 2018 tekende Porteous een nieuw contract bij Hibernian, dat zou lopen tot de zomer van 2023. In januari 2019 liep hij een knieblessure op die een operatie vereiste, waardoor hij de rest van het seizoen 2018–19 niet meer kon spelen. Op 20 december 2019 kreeg Porteous een directe rode kaart voor een gevaarlijke tackle op Rangers-speler Borna Barišić, wat leidde tot een woedende confrontatie tussen beide coaches. Porteous liep een ernstige knieblessure op tijdens een Scottish Cup-wedstrijd tegen Dundee United in januari 2020.
Hij keerde terug van de blessure voor het seizoen 2020–21, waarin Hibs als derde eindigde en de finale van de Scottish Cup 2021 bereikte. Hibs wees in januari 2021 een bod van ongeveer £1 miljoen van Millwall voor Porteous af. Zijn seizoen 2021–22 werd verstoord door schorsingen, aangezien hij tweemaal werd weggestuurd en ook met terugwerkende kracht eenmaal werd geschorst. In dezelfde week als zijn veelgeprezen debuut voor het Schotse nationale team, scoorde Porteous zijn eerste doelpunt van het seizoen 2022–23 met de openingstreffer in een 2–0 overwinning bij Ross County op 1 oktober 2022. Hibs kondigde in november aan dat Porteous hun aanbod voor een nieuw contract had afgewezen.
In januari 2023 was er belangstelling voor Porteous van de Serie A-club Udinese en de Championship-club Blackburn Rovers. Hibs accepteerde een bod van ongeveer £450.000 van Watford, een andere Championship-club.

### Watford
Op 27 januari 2023 tekende Porteous een contract bij Watford dat loopt tot het einde van het seizoen 2026–27. Hij scoorde een doelpunt tijdens zijn eerste optreden voor Watford, een 2–2 gelijkspel bij Reading op 4 februari.

## Clubstatistieken
| Seizoen         | Club             | Competitie      | Competitie | Competitie | Beker | Beker | Internationaal | Internationaal | Totaal | Totaal |
| Seizoen         | Club             | Competitie      | Wed.       | Dlp.       | Wed.  | Dlp.  | Wed.           | Dlp.           | Wed.   | Dlp.   |
| --------------- | ---------------- | --------------- | ---------- | ---------- | ----- | ----- | -------------- | -------------- | ------ | ------ |
| 2016/17         | → Edinburgh City | League Two      | 23         | 3          | 1     | 0     | –              | –              | 24     | 3      |
| 2017/18         | Hibernian        | Premiership     | 6          | 1          | 4     | 2     | –              | –              | 10     | 3      |
| 2018/19         | Hibernian        | Premiership     | 16         | 3          | 2     | 0     | 5              | 0              | 23     | 3      |
| 2019/20         | Hibernian        | Premiership     | 14         | 1          | 4     | 1     | –              | –              | 18     | 2      |
| 2020/21         | Hibernian        | Premiership     | 34         | 1          | 8     | 0     | –              | –              | 42     | 1      |
| 2021/22         | Hibernian        | Premiership     | 29         | 2          | 7     | 0     | 4              | 0              | 40     | 2      |
| 2022/23         | Hibernian        | Premiership     | 21         | 3          | 5     | 0     | –              | –              | 26     | 3      |
| 2022/23         | Watford          | Championship    | 17         | 2          | 0     | 0     | –              | –              | 17     | 2      |
| 2023/24         | Watford          | Championship    | 37         | 3          | 3     | 0     | –              | –              | 40     | 3      |
| Carrière totaal | Carrière totaal  | Carrière totaal | 197        | 19         | 34    | 3     | 9              | 0              | 240    | 22     |

Bijgewerkt op 25 juni 2024.

## Interlandcarrière
Porteous werd opgenomen in de Schotse selectie onder 19 voor de eliteronde van de kwalificatie voor het UEFA Europees Kampioenschap Onder 19 van 2017.
Geselecteerd voor de Schotse selectie onder 21 in het Toulon-toernooi van 2018, verloor het team van Turkije na strafschoppen en eindigde als vierde. Nadat hij zijn debuut had gemaakt in het toernooi, speelde hij in totaal 14 wedstrijden in de daaropvolgende twee jaar.
Hij verdiende zijn eerste oproep voor het Schotse seniorenteam voor de kwalificatiewedstrijden voor Euro 2020 tegen Cyprus en Kazachstan in november 2019, maar speelde niet in een van beide wedstrijden. Hij werd toegevoegd aan de selecties in oktober 2020 en november 2021.
Porteous werd in september 2022 opnieuw opgeroepen en, na blessures van Kieran Tierney en Scott McKenna, maakte hij zijn volledige internationale debuut in een Nations League-wedstrijd tegen Oekraïne. Het team leverde een solide verdedigende prestatie om een doelpuntloos gelijkspel te behalen dat de eerste plaats in de groep veiligstelde, en daarmee promotie naar het hoogste niveau van de UEFA Nations League en een gegarandeerde play-offplaats in de kwalificatie voor UEFA Euro 2024. Porteous werd geprezen door zijn teamgenoten, manager en leden van de media, waarbij coach Steve Clarke zijn prestatie omschreef als "uitmuntend" en analist Michael Stewart het een "debuut om te onthouden" noemde. Aanvoerder John McGinn, een voormalige teamgenoot bij Hibernian, zei: "(Porteous) was eersteklas. Een 10-uit-10 prestatie. Als hij zo blijft presteren, is er geen twijfel dat hij jarenlang een vaste waarde voor Schotland kan zijn."
Hij scoorde zijn eerste internationale doelpunt op 8 september 2023, tijdens een 3–0 overwinning in een Euro 2024 kwalificatiewedstrijd tegen Cyprus.
Op 7 juni 2024 werd Porteous opgenomen in de Schotse selectie voor het EK 2024 in Duitsland. Een week later begon hij in de openingswedstrijd van de competitie tegen Duitsland en kreeg een rode kaart in de 45e minuut voor een overtreding op İlkay Gündoğan. De overtreding leidde ook tot een strafschop, die werd benut door Kai Havertz om de stand op 3–0 te brengen in een uiteindelijke 5–1 nederlaag voor de Schotten. UEFA kondigde later aan dat Porteous geschorst zou worden voor de laatste twee groepswedstrijden van Schotland wegens "ernstig gemeen spel". Schotland werd in de groepsfase uitgeschakeld na een gelijkspel tegen Zwitserland (1–1) en een nederlaag tegen Hongarije (0–1).
1 Gunn ·
2 Ralston ·
3 Robertson  ·
4 McTominay ·
5 Hanley ·
6 Tierney ·
7 McGinn ·
8 McGregor ·
9 Shankland ·
10 Adams ·
11 Christie ·
12 Kelly ·
13 Hendry ·
14 Gilmour ·
15 Porteous ·
16 Cooper ·
17 Armstrong ·
18 Morgan ·
19 Conway ·
20 Jack ·
21 Clark ·
22 McCrorie ·
23 McLean ·
24 Taylor ·
25 Forrest ·
26 McKenna ·
Coach: Clarke